# 蘆鯛
蘆鯛為輻鰭魚綱鱸形目鱸亞目鯛科的其中一種，分布於西大西洋區，從美國北卡羅來納州至巴西海域，棲息深度1-75公尺，體長可達56公分，成魚生活在珊瑚礁區，幼魚則生活在沙底質海域，屬肉食性，以軟體動物、螃蟹、海膽等為食，可做為食用魚，有雪卡魚中毒的報告。